# Wandelroute GR412

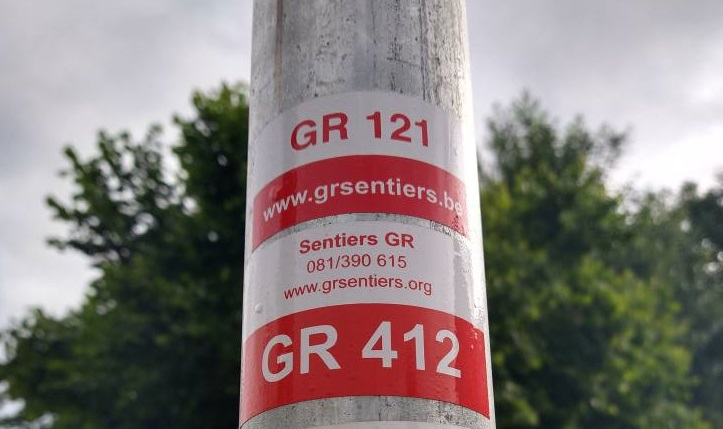
GR412

Wandelroute GR412 of Sentier des Terrils  is een GR-pad in België. Het pad is in totaal 307 kilometer lang. De route loopt langs van Bernissart tot de steenkoolmijn van Blegny. In Charleroi sluit een 22 kilometer extra lus Boucle Noire aan op de GR412.